# Uzbekistan al Turkvision Song Contest
L'Uzbekistan ha partecipato a 3 edizioni, a partire dal 2013. Si ritira nel 2020.

## Partecipazioni
- Primo posto
- Secondo posto
- Terzo posto
- Ultimo posto

| Anno                             | Artista               | Canzone            | Posizione | Punti | Note |
| -------------------------------- | --------------------- | ------------------ | --------- | ----- | ---- |
| 2013                             | Nilufar Usmonova      | Unutgin"           | 11        | 173   |      |
| 2014                             | Aziza Nizamova        | Dunyo boʻlsin omon | 7         | 183   |      |
| 2015                             | Ooržak Omak Çopanoviç | Bajla la Talgam    | 21        | 119   |      |
| Nessuna partecipazione nel 2020. |                       |                    |           |       |      |